# 全國消防日
全國消防日又稱中國消防日、中国消防宣传日、全国消防安全日，是中華人民共和國的一個消防日，於每年的11月9日舉辦。消防日於1992年由中華人民共和國公安部提議設立。

## 名稱
不同國家的火警電話不同，不過基本上都用最好記的電話號碼作為火警電話。所以中華人民共和國的火警電話就選擇了119。11月9日也成為全國消防日。